# Osso giugale

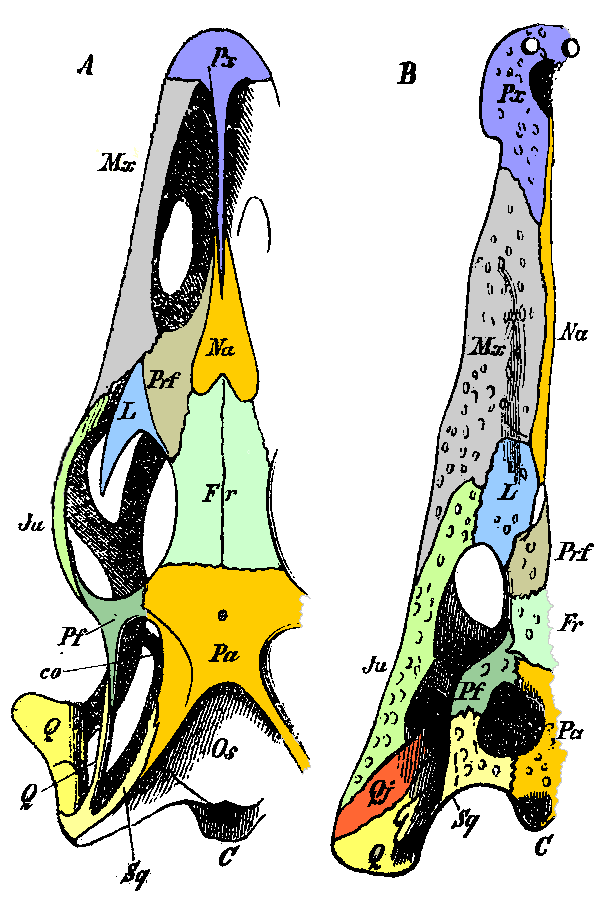
Ossa craniche omologhe di varano e coccodrillo. L'osso giugale (Ju) è evidenziato in verde chiaro, sulla sinistra.

Il giugale è un osso del cranio presente nella maggior parte di rettili, anfibi e uccelli. Nei mammiferi, infatti, questo osso viene spesso definito malare o zigomatico, e si connette al quadratogiugale e al mascellare, oltre che ad altre ossa che possono variare a seconda della specie.

## Anatomia
L'osso giugale si trova su entrambi i lati del cranio, nella regione circorbitale, e costituisce il punto di origine di numerosi muscoli masticatori. In realtà, il giugale insieme al lacrimale sono gli unici resti della serie circorbitale ancestrale, che comprendeva anche il prefrontale, il postfrontale e il postorbitale. Durante lo sviluppo embrionale, il giugale origina da ossa dermiche.

### Nei dinosauri
Questo osso riveste un ruolo chiave nell'identificazione di caratteristiche generali, soprattutto quando il cranio non è stato rinvenuto per intero, come spesso accade in paleontologia. In alcuni generi di dinosauri, il giugale delimita il margine inferiore della finestra antorbitale, della finestra infratemporale o di entrambe, articolandosi generalmente con il quadratogiugale, il postorbitale, il lacrimale e il mascellare. Nei ceratopsidi, come Pentaceratops, il giugale risulta particolarmente robusto e appuntito, tanto da essere definito dai paleontologi «corno giugale».

## Funzione

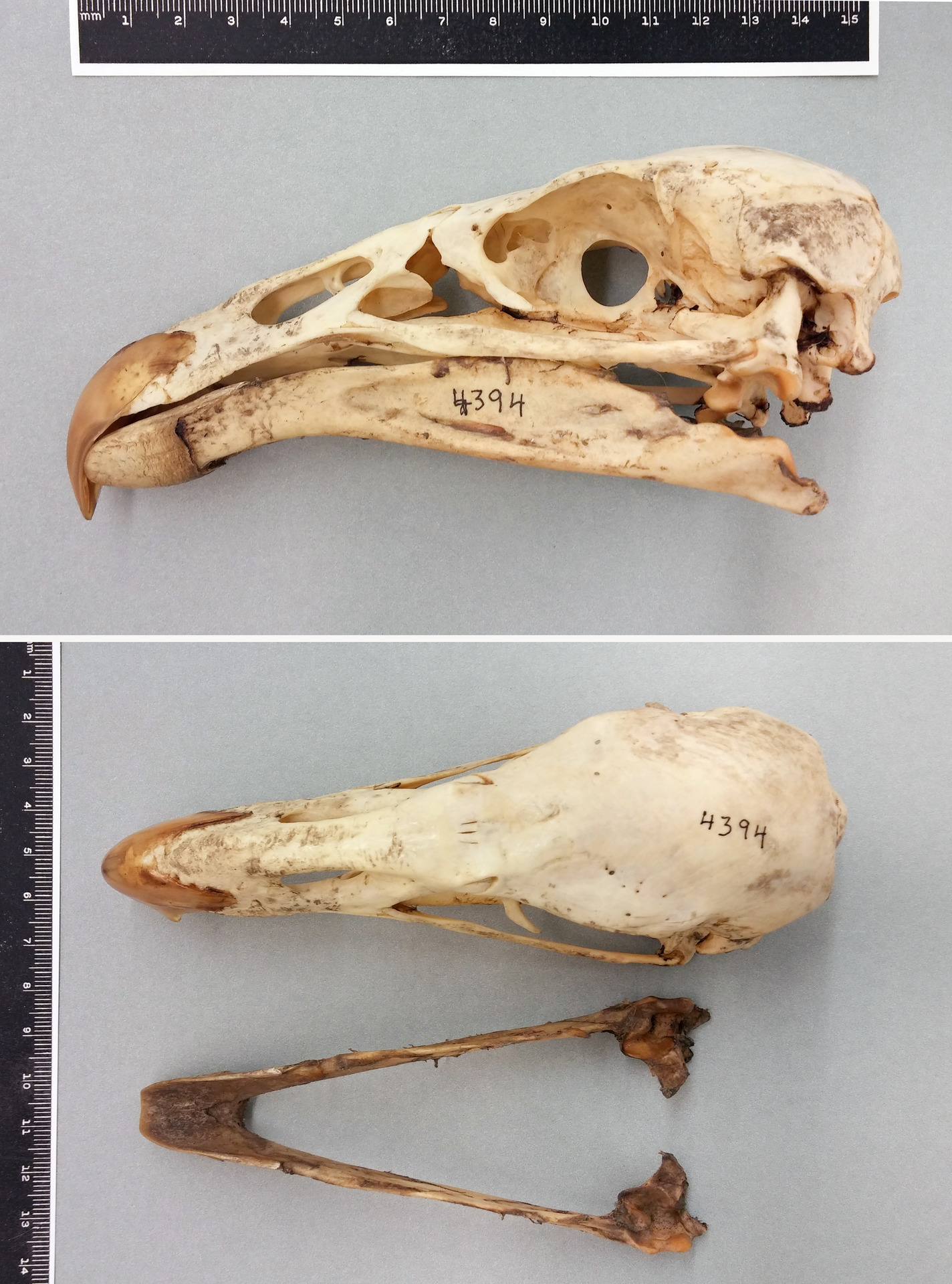
Cranio di condor della California (Gymnogyps californianus).

### Nei rettili
I primi rettili possedevano una barra temporale inferiore (detta anche arcata temporale) in corrispondenza del punto in cui la parte posteriore del giugale entrava in contatto con il quadratogiugale. Questa struttura è stata persa e successivamente riacquisita in numerosi gruppi.

### Negli uccelli
Mentre nei rettili il giugale è generalmente spesso e simile a una cinghia, negli uccelli assume una forma sottile e simile a un puntone, caratteristica che contribuisce ad alleggerire il cranio e a facilitare la cinesi cranica.

### Nei mammiferi

Cranio del protomammifero Morganucodon, con il giugale indicato.

Nei mammiferi, uomo compreso, l'osso giugale è più comunemente indicato come osso zigomatico. L'osso zigomatico svolge un ruolo importante nella definizione del profilo facciale, proteggendo l'occhio da eventuali traumi e fornendo punti di attacco per i muscoli facciali, in particolare come origine del muscolo massetere e come punto di resistenza alle forze masticatorie. Studi preliminari suggeriscono inoltre che le variazioni nella struttura zigomatica possano essere utili per determinare le origini ancestrali delle popolazioni umane moderne.